# IPhone XR
iPhone XR (hay iPhone Xr, chữ số La Mã "X" phát âm là "ten", tiếng Việt là "mười") là smartphone được thiết kế và sản xuất bởi Apple Inc, được công bố vào sự kiện ngày 12 tháng 9 năm 2018 tại Nhà hát Steve Jobs trong khuôn viên Apple Park cùng với iPhone XS và iPhone XS Max. Khách hàng được đặt hàng trước bắt đầu vào ngày 19 tháng 10 năm 2018, mở bán chính thức vào ngày 26 tháng 10 năm 2018.
iPhone XR sở hữu màn hình IPS LCD "Liquid Retina" 6.1 inch, được Apple tuyên bố là "tiên tiến nhất và màu sắc chính xác trong ngành công nghiệp". Đây là thiết bị rẻ nhất trong bộ ba iPhone 2018 của Apple, với mức giá khởi điểm là 749 USD, 1029 đô la ở Canada, 749 bảng ở Anh, 849 euro ở các nước Châu Âu và 6499 nhân dân tệ ở Trung Quốc. Nó có bộ vi xử lý tương tự XS và XS Max là Apple A12 Bionic được xây dựng theo tiến trình 7 nm. Apple tuyên bố rằng A12 Bionic là "vi xử lý thông minh nhất và mạnh nhất" từng được đưa vào điện thoại thông minh.
iPhone XR có sẵn 6 tùy chọn màu sắc: đen, trắng, xanh dương, vàng, san hô và đỏ - Product (RED). Cùng với 3 tùy chọn dung lượng lưu trữ: 64GB, 128GB và 256GB. Đây là iPhone thứ hai được phát hành với màu vàng và xanh dương, lần đầu tiên là iPhone 5C ra mắt vào năm 2013. Trên bình diện quốc tế, iPhone XR hỗ trợ hai SIM: 1 Nano-SIM và 1 eSIM. Riêng Trung Quốc đại lục, Hồng Kông và Ma Cao, iPhone XR có 2 SIM Nano vật lý riêng biệt (trong một khay).
Mặc dù nhận được một số lời chỉ trích của giới chuyên gia khi Apple chỉ để độ phân giải màn hình là HD+ thấp hơn so với các mẫu iPhone trước đây, iPhone XR vẫn sở hữu mật độ điểm ảnh tới hơn 300ppi, đồng thời vẫn nhận được đánh giá tích cực từ các nhà phê bình và người dùng sau khi phát hành. iPhone XR là model bán chạy nhất năm 2018 của Apple và là smartphone bán chạy nhất thế giới năm 2019.
iPhone XR cũng được cho là có thời gian sử dụng pin tuyệt vời, không thua kém gì các điện thoại Android pin khủng, dài hơn 1,5 giờ so với người tiền nhiệm iPhone 8 Plus và là mẫu iPhone có thời lượng pin tốt nhất từ trước đến nay.

## Thiết kế

### Phần cứng
iPhone XR có thiết kế tương tự iPhone X và iPhone XS với 2 mặt lưng kính cường lực. Tuy nhiên, XR có viền màn hình dày hơn một chút do không sử dụng màn hình OLED, khung nhôm và có nhiều màu sắc. Tương tự như các iPhone mang nhãn hiệu X khác, tất cả các mẫu đều có mặt trước màu đen. XR có tiêu chuẩn IP67 cho khả năng chống bụi và nước, có nghĩa là nó có thể được ngâm trong nước sạch sâu 1 mét trong tối đa 35 phút.
iPhone XR có phần cứng tương tự XS/XS Max, nhưng với một vài tính năng được loại bỏ để giảm giá thành, bao gồm:
- iPhone XR bị loại bỏ cảm ứng lực 3D Touch mà thay vào đó là Haptic Touch nơi người dùng nhấn lâu vào màn hình cho đến khi họ cảm thấy rung từ Taptic Engine. XR sử dụng màn hình LCD được gọi là "Liquid Retina" thay vì màn hình OLED được sử dụng trên X, XS và XS Max. Màn hình trên XR có độ phân giải 1792 × 828 pixel và mật độ điểm ảnh là 326 ppi, so với 458 ppi trên các iPhone mang nhãn hiệu X khác. Tỷ lệ màn hình so với thân máy của XR là 79,3%, cao hơn nhiều so với 67,5% của iPhone 8 Plus nhưng vẫn thấp hơn so với hầu hết các đối thủ Android trong cùng mức giá với nó.
- Không giống như hầu hết các iPhone khác trong dòng X, XR chỉ có một camera đơn ở phía sau, cảm biến camera chính giống như trên XS và XS Max, sử dụng kích thước cảm biến 1/2.55, kích thước pixel là 1,4μm. Vì là camera đơn nên iPhone XR chỉ có thể zoom số. Camera được cải tiến đáng kể và vẫn cho khả năng chụp xóa phông, iPhone XR được nhiều nhà phê bình và nhiếp ảnh gia chuyên nghiệp khen ngợi về chất lượng ảnh so với các đối thủ.

Mặc dù chỉ có camera đơn, XR vẫn sử dụng được Chế độ Portrait (Chân dung xóa phông), XR cũng cho khả năng chụp xóa phông với camera TrueDepth phía trước. Nhưng với camera sau, nó tính toán độ sâu bằng cách sử dụng kết hợp các pixel lấy nét trên cảm biến hình ảnh và máy học AI, dẫn đến nhiều hạn chế hơn so với cụm camera kép, bao gồm dữ liệu độ sâu độ phân giải thấp hơn và ống kính góc rộng được sử dụng thay vì ống kính tele như các điện thoại khác trong dòng X. Giống như iPhone XS và XS Max, iPhone XR cũng cung cấp độ sâu trường ảnh có thể điều chỉnh thông qua phần mềm, cho phép bạn điều chỉnh mức độ hiệu ứng xóa phông sau khi chụp ảnh.

### Phần mềm
iPhone XR được xuất xưởng với iOS 12. Hiện tại máy được nâng cấp lên iOS 16.

## Dòng sản phẩm
iPhone XR được người dùng quan tâm nồng nhiệt, trở thành smartphone bán chạy nhất thế giới năm 2019 với 46.3 triệu máy. 
| Dòng thời gian của các mẫu iPhone         |
| ----------------------------------------- |
| Xem thêm: Timeline of Apple Inc. products |

Nguồn: Apple Newsroom Archive